# District de Giồng Riềng
Giồng Riềng est un district rural de la province de Kiên Giang dans le delta du Mékong au sud du Viêt Nam. 

## Géographie
La superficie de Giồng Riềng est de 634 km2. 
Le chef-lieu du district est Giồng Riềng.